# Sven-Ingo Koch
Sven-Ingo Koch (* 26. September 1974 in Hagen) ist ein deutscher Komponist.

## Leben
Geboren in Hagen und aufgewachsen in Schwerte, studierte Sven Ingo Koch Komposition an der Folkwang-Hochschule Essen bei Nicolaus A. Huber und Dirk Reith, an der University of California in San Diego bei Roger Reynolds und an der Stanford University bei Brian Ferneyhough. Seine Werke wurden u. a. durch das Radio-Sinfonieorchester Stuttgart des SWR, das Symphonieorchester des Bayerischen Rundfunks und das Tokyo Symphony Orchestra aufgeführt und von Ensembles wie dem Ensemble Modern, der musikFabrik, dem Klangforum Wien und dem Ensemble recherche interpretiert. Für das Ensemble Ascolta entstanden Musiken zu abstrakt-experimentellen Filmen der 1920er Jahre von Walter Ruttmann, die wiederholt auch im Fernsehen ausgestrahlt wurden. Sven-Ingo Kochs Musik erklang bei Festivals wie musica viva, der Münchener Biennale, Eclat (Stuttgart), Ultraschall (Berlin), der Zeitfenster – Biennale Alter Musik (Berlin), dem MDR-Musiksommer, den Dresdener Tagen für Neue Musik, dem Warschauer Herbst, musica nova (Helsinki), der Salzburger Biennale,  dem Suntory Sommer Festival in Tokyo, dem Leicester International Music Festival, den Rencontres Musicales de Haute Provence und den Weltmusiktagen (ISCM World Music Days). Seit 2006 lebt Sven-Ingo Koch in Düsseldorf.

## Preise (Auswahl)
- Folkwangpreis 1999
- Cynet Art Honorary Mention 2001
- Förderpreis des BDI 2001
- Stuttgarter Kompositionspreis 2003
- Jahresstipendium der Heinrich-Strobel-Stiftung des SWR 2004
- Elisabeth-Schneider-Preis 2005
- Stipendium des Künstlerhofes Schreyahn 2005
- Auszeichnung der Weimarer Frühjahrstage 2006
- Musikförderpreis Düsseldorf 2006
- Stipendium von Schloss Solitude 2007
- Gastkünstler am ZKM 2008
- Stipendiat der Villa Massimo in Rom 2011
- Stipendium der Konrad-Adenauer-Stiftung 2012